# Ángel María Dacarrete Hernández
Ángel María Dacarrete Hernández (El Puerto de Santa María, província de Cadis, 14 de novembre de 1827 - Madrid, 13 d'octubre de 1904) va ser un escriptor espanyol del Postromanticisme.

## Biografia
Fill de José Dacarrete i de María Hernández, va estudiar al Col·legi San Felipe Neri de Cadis, on va tenir per mestre Alberto Lista, i després va ser a Sevilla per estudiar Dret, on va obtenir el grau de batxiller en 1847; allí hi va conèixer Bécquer, esperit molt afí al seu; va ser proposat per la Reial Acadèmia Espanyola, però quan estava preparant el discurs d'entrada va morir el 13 d'octubre de 1904.

## Obra
Segons José Pedro Díaz va ser “el més important precursor de Bécquer”. Va traduir, com Eulogio Florentino Sanz i Augusto Ferrán, a Heinrich Heine, a qui va admirar tant com a Uhland, i va experimentar la influència d'est i similar estima per la poesia popular andalusa. També, com Bécquer, va col·laborar a La España Musical y Literaria i en especial a La América (1857-), on també hi col·laboraven Emilio Castelar, Gertrudis Gómez de Avellaneda, Carolina Coronado, Eulogio Florentino Sanz, Ventura Ruiz Aguilera i Ramón de Campoamor i un altre amic de Bécquer, Luis García Luna. En aquesta revista es van incloure nombroses traduccions de poesia anglesa i de Goethe, Schiller i Heine. Els seus versos van ser recollits en la pòstuma Poesías (1906).
La seva primera peça escènica va ser Magdalena (1855); va seguir la sarsuela Mentir a tiempo amb música de Fernández Caballero, la comèdia Poderoso caballero con dinero i el drama Una historia del día. Altres obres seves són Julieta y Romeo: drama trágico en cuatro actos y en verso (1858) i Las dulzuras del poder: comedia en tres actos y un prólogo original y en prosa (1859).
També va escriure treballs històrics; per exemple, dins de les conferències de l'Ateneo La España del siglo XIX (1886), escriví Martínez de la Rosa. El triunfo de las instituciones representativas; El Duque de Tetuán. La revolución de 1854 La transacción de los partidos; La Unión Liberal y D. Antonio de los Ríos y Rosas; Las guerras de África y de América; Los antecedentes de la revolución de 1868.